# Einar Bruun
Jens Einar Moritz Bruun, född 31 augusti 1890 i Norge, död den 20 januari 1967, var en norsk skådespelare och regissör, under en tid verksam i Sverige. Han kom från Oslo (Kristiania) 1913 till Stockholm.

## Regi
- 1919 – Surrogatet
- 1922 – The Corner Man

## Filmografi rollista
- 1918 – Mästerkatten i stövlar
- 1919 – Surrogatet
- 1919 – Synnöve Solbakken

### Fotnoter
1. 1 2  Rotemannen, CD-ROM, Sveriges Släktforskarförbund/Stockholms Stadsarkiv (2012).
2. ↑  ”Person: Einar Jens Morits Bruun”. Døde 1951–2014. Digitalarkivet. https://www.digitalarkivet.no/view/387/pc00000001828747. Läst 18 april 2023.
3. ↑  ”Einar Bruun”. Svensk Filmdatabas. http://www.sfi.se/sv/svensk-filmdatabas/Item/?type=PERSON&itemid=57937&ref=%2ftemplates%2fSwedishFilmSearchResult.aspx%3fid%3d1225%26epslanguage%3dsv%26searchword%3dEinar+Bruun%26type%3dPerson%26match%3dBegin%26page%3d1%26prom%3dFalse. Läst 18 februari 2013.